# جناح (وحدة طيران عسكري)

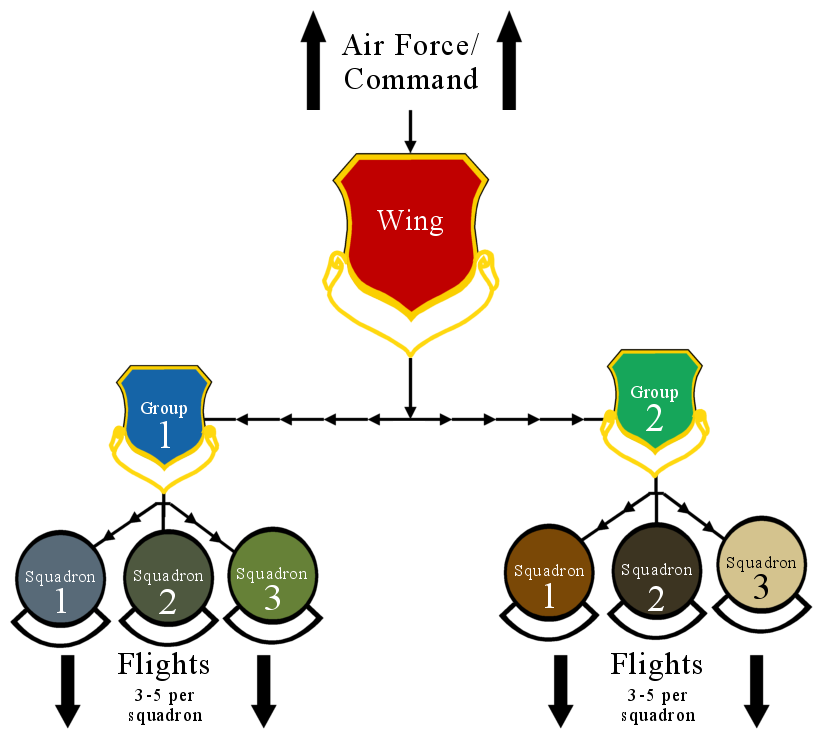

الجناح مُصطلح مُستخدم من قبل العديد من قوات الطيران العسكري للتعبير عن وحدة قيادة معينة، وعلاوة على مُصطلح الجناح، استُخدمت مُصطلحات أخرى مثل مجموعة وشتافل للتعبير عن وحدات جوية ذات أحجام مختلفة، تختلف بحسب الدولة التابعة لها.
يبلغ حجم الجناح في بعض قوات الطيران العسكري مساوٍ لحجم مجموعتي طيران، والتي تضم كل واحدة منها بالتبعية سربين أو أكثر، في حين يُعد الجناح لدى بعض قوات الطيران العسكري الأخرى، وحدة عسكرية أصغر حجمًا مكوّنة من سربين وحتى أربعة أسراب، ومن ثم تتكون مجموعة الطيران الواحدة في هذه القوات من أكثر من جناح واحد، مثال على ذلك القوات الجوية الأمريكية، والتي يساوي فيها حجم الجناح الواحد حجم مجموعة الطيران الكاملة في الغالبية العظمى من القوات الجوية التابعة لدول الكومنولث (بغض النظر عن القوات الكندية والتي تُمثّل حالة منفردة داخل دول الكومنولث) وكلاهما؛ أي الجناح في القوات الجوية الأمريكية ومجموعة الطيران في باقي دول الكومنولث يتساويين حجمًا مع حجم الفوج في الجيوش البرية، والعكس صحيح، فحجم مجموعة الطيران في القوات الجوية الأمريكية مساوٍ لحجم الجناح في باقي دول الكومنولث.
| التنظيم البريطاني والبحرية الأمريكية | تنظبم القوات الجوية ومشاة البحرية الأمريكية | التنظيم الكندي | رتبة الجنرال أو ضابط القيادة       |
| ------------------------------------ | ------------------------------------------- | -------------- | ---------------------------------- |
| مجموعة                               | جناح                                        | كتيبة جوية     | OF-6 (نجمة واحدة) أو OF-7 (نجمتان) |
| جناح                                 | مجموعة                                      | جناح           | OF-4 أو OF-5                       |
| سرب                                  | سرب                                         | سرب            | OF-3 أو OF-4                       |

## تنظيم دول الكومنولث

### النشأة
في أعقاب تأسيسه عام 1912، تقرر أن يكون فيلق الطيران الملكي البريطاني (بالإنجليزية: Royal Flying Corps) قوة مشتركة بين الجيش والبحرية الملكية، ونظرًا للندّية والخصومة المتبادلة بين الفرعين، تقرر استخدام مسمّيات جديدة تبعد عن القوات حديثة التكوين شبهة الميل أو الانتماء لأي من الفرعين على حساب الآخر، فعلى الرغم من استخدام مٌسمى الجناح لأول مرة في التاريخ العسكري داخل سلاح الفرسان للإشارة إلى جناح الفرسان، استُخدم المُسمّى ذاته فيما بعد من قبل القوات المسلحة البريطانية للإشارة لقواتها الجوية حديثة التكوين لما ترتبط به الكلمة نفسها بالطيران كمعنى قريب للأذهان، ومن ثمّ تمّ تقسيم فيلق الطيران الملكي إلى قسمين؛ الأول الجناح العسكري (بالإنجليزية: Military Wing) وهو الجناح التابع للجيش البريطاني، والجناح البحري (بالإنجليزية: Naval Wing) التابع بدوره للبحرية الملكية، بحيث تكوّن كلا منهما من مجموعة أسراب.
وبحلول عام 1941، تحوّل الجناح البحري إلى قوات طيران البحرية الملكية (بالإنجليزية: Royal Naval Air Service) المُستقلة تمامًا عن فيلق الطيران الملكي، وبحلول عام 1915 تنامت قوات فيلق الطيران الملكي لتظهر الحاجة الماسة لتأسيس الوحدات التنظيمية المختلفة للتحكّم في سربين أو أكثر من الطائرات، ومن ثمّ استُخدم مُسمّى الجناح للإشارة لتلك الوحدات التنظيمية الجديدة.
وفي عام 1918، ظهر سلاح الجو الملكي (بالإنجليزية: Royal Air Force) للمرة الأولى على المسرح العسكري العالمي في أعقاب دمج فيلق الطيران الملكي وقوات طيران البحرية الملكية، في الوقت الذي ظل مُسمى الجناح مستخدمًا داخل صفوف القوات الجوية الناشئة.